# Inhibitory monoaminooksydazy
Inhibitory monoaminooksydazy, iMAO (ang. monoamine oxidase inhibitors, MAOIs) − grupa związków stosowanych w leczeniu depresji (nieselektywne, bądź selektywne względem MAO-A) oraz w parkinsonizmach (selektywne względem MAO-B).

## Historia

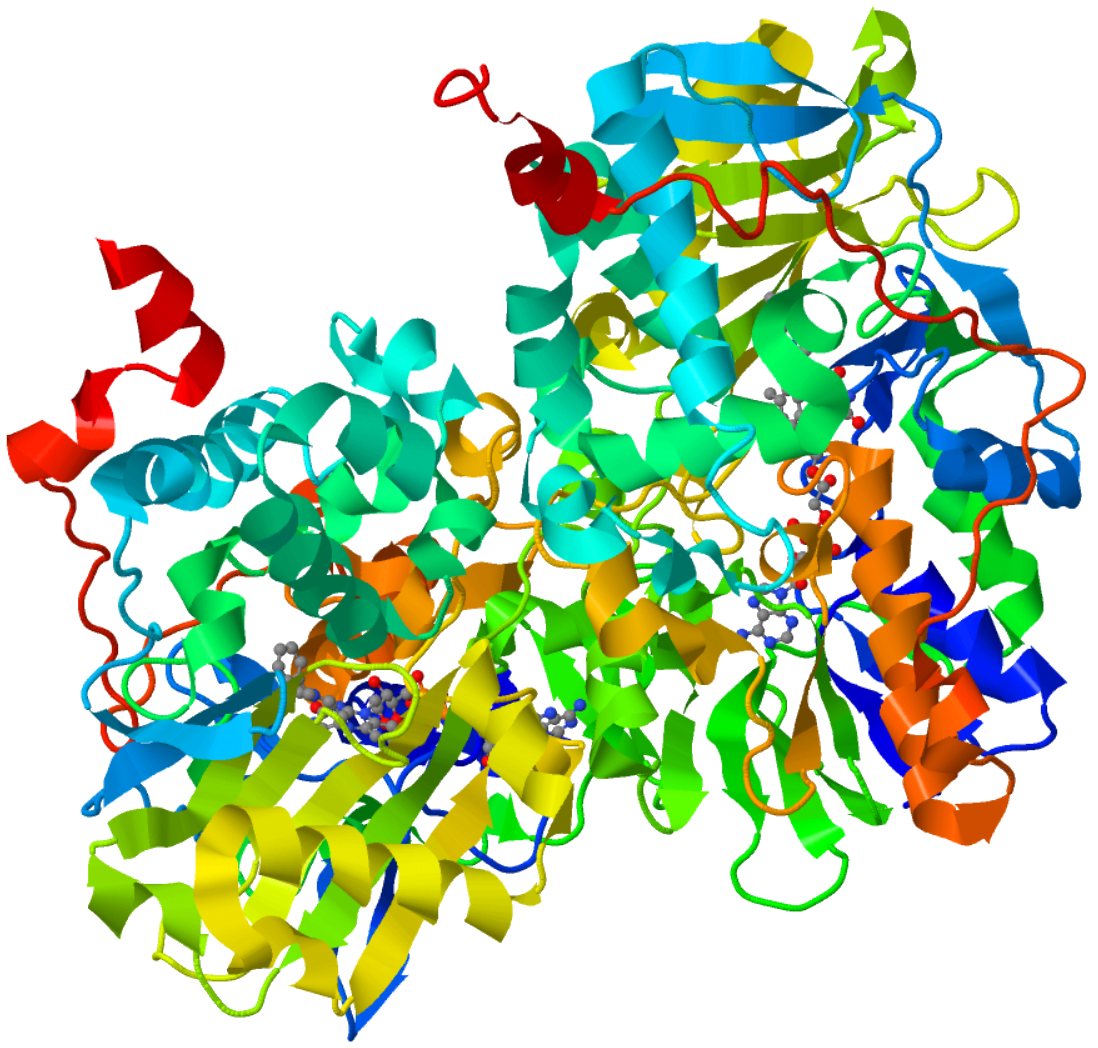
Monoaminooksydaza

Działanie inhibitorów MAO na układ nerwowy zostało przypadkowo odkryte w 1952 roku podczas leczenia gruźlicy za pomocą pochodnych hydrazyny (np. iproniazydem). Zaobserwowano wówczas nienaturalne podniesiony nastrój u leczonych pacjentów. Dość szybko powiązano to działanie z wpływem na metabolizm monoamin biogennych i zaczęto je stosować w leczeniu depresji. Inhibitory MAO, wprowadzone do leczenia w drugiej połowie lat 50. XX wieku, były pierwszymi skutecznymi lekami stosowanymi w farmakoterapii depresji. W latach 90. znacząco ograniczono ich stosowanie, do czego przyczyniło się wprowadzenie na rynek bardziej bezpiecznej (w porównaniu do iMAO oraz TCA) grupy leków przeciwdepresyjnych, czyli obecnie stosowanych SSRI (selektywnych inhibitorów wychwytu zwrotnego serotoniny), pomimo iż nie wykazano dowodów, aby dorównywały one skutecznością inhibitorom MAO.

## Skutki uboczne
- epizody istotnego wzrostu ciśnienia tętniczego mogą wystąpić w razie spożycia pokarmu, w którym doszło do nagromadzenia się tyraminy; szczególnie niebezpieczne są wyroby dojrzewające, jak takie jak długo dojrzewające wędliny czy sery pleśniowe – stąd nazwa cheese effect). Zablokowanie MAO sprawia, iż enzym ten nie rozkłada zawartej w pożywieniu tyraminy. Wzrost ciśnienia tętniczego jest zazwyczaj umiarkowany, po czym jego wartości same ulegają normalizacji, z wyjątkiem sytuacji, gdy doszło do spożycia tyraminy w znacznych ilościach, co może doprowadzić do przełomu nadciśnieniowego. Pomimo iż same iMAO mają jednoznaczną tendencję do obniżania ciśnienia tętniczego[4][5][6], nierozłożona tyramina doprowadza do nasilonego uwalniania się noradrenaliny do szczeliny synaptycznej i skurczu naczyń wywołanego poprzez aktywację receptorów alfa-1-adrenergicznych[7]. Postęp stanowiło odkrycie inhibitorów odwracalnych, a następnie selektywnych (II i III generacja tych leków).
- ryzyko zespołu serotoninowego w przypadku jednoczasowego przyjęcia leku mającego znaczne powinowactwo do transportera serotoniny, co skutkuje zahamowaniem jej wychwytu zwrotnego (np. SSRI, SNRI, tramadol, petydyna, dekstrometorfan)

Niektóre (już wycofane) z grupy pochodnych hydrazyny były obarczone ryzykiem hepatotoksyczności. W znacznym stopniu dotyczyło to iproniazydu, w związku z czym został on wycofany z użycia, a także (w mniejszym stopniu) nialamidu, leku, który również od dawna nie jest stosowany.
Dysfunkcje seksualne nie należą do często zgłaszanych objawów niepożądanych leczenia inhibitorami MAO. Wyjątkiem jest fenelzyna, najprawdopodobniej ponieważ oprócz inhibicji MAO ma dodatkowo inny mechanizm działania, polegający na zwiększeniu poziomu GABA dzięki hamowaniu przez metabolit fenelzyny enzymu rozkładającego GABA.
Leki tej grupy dość szybko wzmagają napęd chorego na depresję, zaś poprawa nastroju następuje później. Rodzi to zwiększone ryzyko samobójstw, stąd pacjent w początkowym okresie leczenia inhibitorami MAO wymaga troskliwej opieki i obserwacji.

## Leczenie depresji
Inhibitory MAO znalazły zastosowanie w leczeniu depresji, w której występują stany lękowe (szczególnie fenelzyna, posiadająca dodatkową aktywność względem enzymu rozkładającego GABA). W 1959 r. opublikowano pracę donoszącą, opisując charakterystyczną podgrupę przypadków depresji, w obrębie której obserwowano wyjątkowo korzystną odpowiedź na leczenie inhibitorem MAO, stwierdzając przy tym niemal całkowite ustępowanie objawów. Wśród tych pacjentów poprawę zaczęto odnotowywać szybko, zwykle pomiędzy piątym a ósmym dniem terapii, niekiedy nawet wcześniej, podczas gdy w przypadku typowej postaci depresji następowała po okresie leczenia trwającym nawet miesiąc. Doniesienie to odbiło się szerokim echem na całym świecie i spowodowało wyodrębnienie podtypu depresji, którą nazwaną depresją atypową (do 30-40% wszystkich przypadków depresji). Później opublikowano wyniki badań, w toku których stwierdzono podwyższoną aktywność monoaminooksydazy u osób wykazujących atypowe objawy depresji, co mogłoby tłumaczyć opisywaną wyjątkową skuteczność inhibitorów MAO w farmakoterapii tej postaci choroby. Co istotne, depresja lekooporna, niezależnie od podtypu, jest obecnie również uznawana za wskazanie do zastosowania leków z omawianej grupy.

## Inne zastosowania
Inhibitory selektywne względem MAO-B (selegilina, rasagilina) mają zastosowanie w leczeniu choroby Parkinsona.

## Preparaty
Klasyczne (nieselektywne, nieodwracalne) inhibitory MAO nie są dziś dostępne w Polsce, ale można je kupić w wielu innym krajach na świecie:
Tranylcypromina w Unii Europejskiej jest w Niemczech (Jatrosom i Tranylcypromin-neuraxpharm), w Holandii (preparat Tracydal) i w Irlandii. W Egipcie lek ten obecny jest nazwą Parnetil; w Indiach jako Trivon Jednak w większości krajów świata dostępne preparaty tranylcyprominy noszą nazwę handlową Parnate; są to m.in. w USA, Wielka Brytania, Kanada, Brazylia, Norwegia, Nowa Zelandia, Irlandia.
Izokarboksazyd dostępny jest jako Marplan (Dania, USA i Kanada) oraz jako Isocarboxazid Tablets 10mg w Wielkiej Brytanii.
Fenelzyna jest zarejestrowana w wielu krajach, zazwyczaj pod nazwą Nardil, są to m.in. USA, Wielka Brytania, Kanada, oraz kraje Ameryki Łacińskiej.
Pomimo braku dostępności klasycznych inhibitorów MAO na polskim rynku, sprzedawany w Holandii Tracydal (tranylcypromina, 90 tabl. po 20 mg) produkowany jest w Polsce, w Nowej Dębie, przez Zakłady Farmaceutyczne Polpharma, przy czym cena za opakowanie wynosi 270 euro.
Zaprzestanie produkcji leku Marplan przez koncern Hoffmann-La Roche w 1994 roku spotkało się z oburzeniem ze strony lekarzy oraz pacjentów w Stanach Zjednoczonych, wobec czego kontynuowano dystrybucję leku wśród pacjentów, którzy nie mogą zostać przestawieni na inne leki. Producent leku 'Nardil' (fenelzyna), firma Pfizer, szacuje, że z preparatu korzysta około 80 tys. osób na świecie.
Moklobemid, selektywny, odwracalny inhibitor monoaminooksydazy (RIMA – reversible inhibitor of monoamine oxidase A) wydaje się ustępować skutecznością lekom takim jak fenelzyna oraz tranylcypromina. W przypadku nagromadzenia się dużych ilości serotoniny lub tyrozyny ich cząsteczki mają możliwość wyprzeć moklobemid z połączenia z enzymem MAO-A i zapobiec groźnym powikłaniom (przy nieodwracalnie wiążących enzym inhibitorach I generacji nie byłoby to możliwe). To zjawisko jest w stanie jednakże uniemożliwiać osiągnięcie wysokich stężeń neuroprzekaźników, które mogłyby być korzystne terapeutycznie. W użyciu funkcjonuje jeszcze jeden lek z tej samej grupy co moklobemid, czyli piryndol (produkowany tylko przez rosyjskie przedsiębiorstwo Vidal jako lek Пиразидол), a wyróżnia go dłuższy okres półtrwania w organizmie.

## Generacje
- I generacja – nieselektywne i nieodwracalne, „klasyczne” inhibitory MAO (niedostępne w Polsce)
  - pochodne hydrazyny:
    - iproniazyd (wycofany z użycia)[1][8]
    - fenelzyna
    - izokarboksazyd (najmniej popularny spośród 3 klasycznych iMAO pozostałych w użyciu)
    - nialamid (wycofany na całym świecie z powodu obaw o hepatotoksyczność, niegdyś stosowany był Polsce)

  - inne (niehydrazynowe):
    - tranylcypromina
- II generacja – selektywne i nieodwracalne inhibitory MAO
  - selektywne względem MAO-A:
    - klorgilina (wykorzystywana jedynie do badań naukowych)

  - selektywne względem MAO-B:
    - selegilina, rasagilina (leki stosowane w chorobie Parkinsona)
- III generacja – selektywne i odwracalne inhibitory MAO:
  - selektywne względem MAO-A (RIMA):
    - toloksaton
    - amiflamina
    - moklobemid (dostępny w Polsce i w wielu innych krajach)
    - pirlindol (zarejestrowany w Rosji i Ukrainie[39])

  - selektywne względem MAO-B:
    - lazabemid

Inhibitory MAO występują także w naturze jako alkaloidy, jak np. harmalina czy harmina (w rucie stepowej – Peganum Harmala) oraz terpeny, np. bilobalid (w miłorzębie dwuklapowym Gingko biloba).